# 극장판 닌자보이 란타로: 도쿠타케 닌자대 최강의 군사
《극장판 닌자보이 란타로: 도쿠타케 닌자대 최강의 군사》(일본어: 劇場版 忍たま乱太郎 ドクタケ忍者隊最強の軍師)은 2024년 공개될 예정인 일본의 애니메이션 영화이다. 낙제닌자 란타로의 공식 소설 <도쿠타케 닌자대 최강의 군사>를 원작으로 한 작품이다.

## 출연

### 주연
- 타카야마 미나미 : 란타로 역
- 타나카 마유미 : 키리마루 역

## 참고 사항
- 해당 극장판의 제작은 2022년 11월경 쇼치쿠가 닌타마 소설의 영화화를 제안하여 시작되었다고 한다.
- 이전에 방영했던 극장판 제목에는 후리가나가 붙어있었지만, 이번 극장판은 내용이 내용이라 그런지 후리가나 표시가 없다.